# Den svenska psalmboken 1937
1937 års psalmbok (Den svenska psalmboken – av Konungen gillad och stadfäst år 1937) skulle även kunna kallas den eklundska psalmboken efter Karlstadbiskopen Johan Alfred Eklund (1863–1945), som spelade en avgörande roll i arbetets slutskede. Andra viktiga bidragslämnare var till exempel Anders Frostenson, Edvard Evers och Paul Nilsson. Psalmboken stadfästes som officiell psalmbok för Svenska kyrkan den 26 november 1937, lagom till det nya kyrkoåret som inleds på första söndagen i advent.
Denna psalmbok användes knappt ett halvt sekel (fram till 1986), och byggde i stora drag på den wallinska psalmtraditionen. Dock infördes åtskilliga så kallade väckelsesånger och psalmer från övriga Norden och den anglosaxiska delen av världen. Den innehåller 600 nummer vanliga psalmer samt tolv liturgiska sånger och arton "psalmer att läsas vid enskild andakt".
En komprimerad version med ett hundratal psalmer gavs ut i Psalmer för bruk vid krigsmakten 1961 med minskat antal verser och utan rubriker eller register.
Ackompanjemang till psalmerna finns i 1939 års koralbok.

## Psalmerna
Psalm markerad med asterisk (*) står att finna i boken Den gamla psalmboken, som ingår i Svenska Akademiens klassikerserie.

### Ingångspsalm
- 1 Upp, psaltare och harpa *

### Guds majestät och härlighet

#### Guds lov
- 2 Du som härlig ställde
- 3 Höga majestät noter *
- 4 Helig, helig, helig
- 5 Lova vill jag Herran, Herran
- 6 Lovsjungen Herren, låtom oss med fröjdeljud
- 7 Lovsjungen Herren, som i det höga
- 8 Hela världen fröjdes Herran
- 9 Ditt namn, o Gud, jag lova vill
- 10 Lovad vare Herran *
- 11 Lover Gud i himmelshöjd *
- 12 Nu tacker Gud, allt folk
- 13 Herren, vår Gud, är en konung
- 14 Lova Herren Gud, min själ
- 15 Dig skall min själ sitt offer bära
- 16 Min själ skall lova Herran
- 17 Dig allena vare ära
- 18 Gud, du av inga skiften vet
- 19 Du, Herre, ser och känner mig
- 20 I det djupa, i det höga *
- 21 Härlig är jorden *

#### Trefaldighetspsalmer
- 22 Gud trefaldig, statt oss bi
- 23 O Herre Gud, oändelig
- 24 Allena Gud i himmelrik
- 25 O Fader vår, barmhärtig, god *
- 26 Vi tro på en allsmäktig Gud
- 27 Vi tro på Gud, som himmel, jord
- 28 Helige Fader, kom och var oss nära
- 29 Tränger i dolda djupen ner *

#### Guds härlighet i Kristus
- 30 Så högt har Gud, oss till stor fröjd
- 31 Så älskade Gud världen all
- 32 Hell morgonstjärna, mild och ren *
- 33 När världens hopp förtvinat stod *
- 34 På krubbans strå man lade dig *
- 35 Vänligt över jorden glänser *
- 36 Kriste, som ditt ursprung leder
- 37 Var man må nu väl glädja sig
- 38 Gud har av sin barmhärtighet
- 39 Jesu, lär mig rätt betrakta
- 40 O Jesu Krist, som mandom tog

### Kyrkans högtider

#### Advent
- 41 Gläd dig, du Kristi brud *
- 42 Gör porten hög, gör dörren bred *
- 43 Bereden väg för Herran *
- 44 Jerusalem, häv upp din röst
- 45 Huru länge skall mitt hjärta *
- 46 När vintermörkret kring oss står
- 47 Han kommer i sin kyrka
- 48 Jesus från Nasaret går här fram *
- 49 Jag höja vill till Gud min sång

#### Jul
- 50 Förlossningen är vunnen
- 51 Det är en ros utsprungen
- 52 Stilla natt *
- 53 O du saliga, o du heliga
- 54 Ringen, I klockor
- 55 Var hälsad, sköna morgonstund *
- 56 Si, natten flyr för dagens fröjd
- 57 Lovsjungen Herrens nåd och makt
- 58 Världens Frälsare kom här
- 59 Gläd dig, du helga kristenhet
- 60 En jungfru födde ett barn i dag
- 61 Var kristtrogen fröjde sig
- 62 Lov vare dig, o Jesu Krist
- 63 Av himlens höjd oss kommet är

#### Nyårsdagen
- 64 Välsignat vare Jesu namn
- 65 Jesu namn begynna skall
- 66 Si, Jesus är ett tröstrikt namn

#### Trettondedag Jul
- 67 En stjärna gick på himlen fram
- 68 Statt upp, o Sion, och lovsjung
- 69 Nu segrar alla trognas hopp *

#### Passionstiden
- 70 Se, vi gå upp till Jerusalem
- 71 Min själ, du måste nu glömma *
- 72 Se, kärlet brast, och oljan är utgjuten
- 73 Lyssna, hör, du höga himmel
- 74 Den kärlek du till världen bar
- 75 Jesu, lär mig rätt betänka *
- 76 Jesu, du mitt liv, min hälsa
- 77 Jesu, djupa såren dina *
- 78 Syndaskulden att försona
- 79 Det går ett tyst och tåligt lamm
- 80 Vilken kärlek oss bevisad
- 81 O Jesu kär, vad har väl du förbrutit
- 82 Han på korset, han allena *
- 83 När jag den törnekrona
- 84 Min Frälsare, vad själave *
- 85 Jesu, dig i djupa nöden
- 86 Du går, Guds Lamm, du milda
- 87 Se människan! Ack, vilken lott
- 88 Jerusalem, i överdåd
- 89 Du bar ditt kors, o Jesu mild *
- 90 Din synd, o värld, besinna
- 91 Ditt huvud, Jesu, böjes
- 92 Skåder, skåder nu här alla *
- 93 O du vår Herre Jesu Krist
- 94 Guds rena Lamm, oskyldig
- 95 O huvud, blodigt, sårat *
- 96 Vi tacke dig, o Jesu god
- 97 Med rört och tröstat hjärta
- 98 Ack, hjärtans ve
- 99 Så är fullkomnat, Jesu kär *
- 100 Ditt lidande har nått sitt slut
- 101 Den mun är tyst, som bad så ömt

#### Påsk
- 102 Vad ljus över griften *
- 103 Sitt öga Jesus öppnat har
- 104 Nu kommen är vår påskafröjd
- 105 Du segern oss förkunnar *
- 106 Upp, min tunga *
- 107 Sig fröjde nu var kristen man
- 108 Han lever! O min ande, känn
- 109 Låt oss fröjdas, gladligt sjunga
- 110 Låt oss nu Jesus prisa
- 111 Jesu, du dig själv uppväckte
- 112 Denna är den stora dagen
- 113 I dödens band låg Herren Krist

#### Tiden efter Påsk
- 114 O min Jesu, dit du gått
- 115 Om Kristus döljes nu för dig *
- 116 Hav i ditt minne Jesus Krist
- 117 Upp att Kristi seger fira *
- 118 Din spira, Jesu, sträckes ut
- 119 Den korta stund jag vandrar här *
- 120 Jesus är min vän den bäste *
- 121 Jesus är mitt liv och hälsa
- 122 Jesus allt mitt goda är
- 123 Jesus är min hägnad
- 124 Vår Gud är oss en väldig borg *

#### Kristi Himmelsfärds dag
- 125 Till härlighetens land igen *
- 126 Du som oss frälst ur syndens band
- 127 Uppfaren är vår Herre Krist

#### Pingst
- 128 Nu stunden är kommen, o saliga fröjd
- 129 Helige Ande, låt nu ske
- 130 Livets Ande, kom från ovan
- 131 Helige Ande, sanningens Ande
- 132 O du helge Ande, kom till oss in
- 133 Kom, Helge Ande, Herre god
- 134 Kom, Helge Ande, Herre Gud
- 135 Dig, Helge Ande, bedja vi
- 136 Helge Ande, hjärtats nöje *
- 137 Ande, full av nåde
- 138 Kom, Helge Ande, till mig in
- 139 Som sol om våren stiger *

#### Kristi Förklarings dag
- 140 Vår blick mot helga berget går *

#### Den helige Mikaels dag
- 141 Förrän mänskostämmor hördes
- 142 Gud låter sina trogna här *
- 143 Gud vare tack och ära

#### Alla Helgons dag
- 144 I himmelen, i himmelen *
- 145 Den stora vita här vi se *
- 146 Vem är den stora skaran där
- 147 För alla helgon, som i kamp för tron
- 148 Välsignade varen, I kära
- 149 O Gud, vår broder Abels blod
- 150 O Gud, för de trogna martyrer
- 151 O Herre Gud, vi bedja dig

#### Botdagen
- 152 O Skapare, o gode Gud
- 153 Vi på jorden leva här
- 154 Vänd av din vrede
- 155 När vi i högsta nöden stå
- 156 Vänden om, I sorgsna sinnen
- 157 Hör ditt Sions bittra klagan
- 158 Herre, dig i nåd förbarma
- 159 Store Gud, med skäl du klagar
- 160 O du som alla hjärtan ser

#### Reformationsdagen
- 161 Framfaren är natten

### Kyrkan och nådemedlen

#### Kyrkan
- 162 Vi lova dig, o store Gud
- 163 Gammal är kyrkan, Herrens hus
- 164 Med pelarstoder tolv *
- 165 Guds kyrkas grund är vorden
- 166 Kom, Helge Ande, med ditt ljus
- 167 En Fader oss förenar
- 168 Sion klagar med stor smärta
- 169 Fädernas kyrka *
- 170 Hjärtan, enigt sammanslutna
- 171 Tack, o Gud, att i din kyrka

#### Ordet
- 172 En dyr klenod, en klar och ren *
- 173 Av himlens här den Högstes makt *
- 174 Dig, ljusens Fader, vare pris
- 175 Ack, bliv hos oss, o Jesu Krist
- 176 Hjälp, Gud, de trogna äro få
- 177 Från tidevarv till tidevarv *
- 178 Betrakten väl de tio bud
- 179 På Sinai stod Herren Gud
- 180 Om, Jesu, på min vandringsstig

#### Dopet
- 181 Du som var den minstes vän *
- 182 Helge Ande, du som samlar
- 183 Låt barnen komma hit till mig
- 184 Glad jag städse vill bekänna
- 185 Fader, du som livet tänder
- 186 Gud, hos dig är livets källa *

#### Nattvarden
- 187 O Jesu, än de dina *
- 188 Jesus Kristus är vår hälsa
- 189 Vad röst, vad ljuvlig röst jag hör
- 190 Vår Herres, Jesu Kristi, död *
- 191 Du livets bröd, o Jesu Krist
- 192 Jag vill i denna stund
- 193 Säll den som haver Jesus kär
- 194 Av helig längtan hjärtat slår
- 195 Jag kommer, Gud, och söker dig
- 196 Som spridda sädeskornen
- 197 Du sanna vinträd, Jesu kär
- 198 Du öppnar, o evige Fader
- 199 Dig vare lov och pris, o Krist
- 200 Hur kan och skall jag dig
- 201 Dig, Jesu, vare evigt pris
- 202 Gud, vår lösta tunga

#### Helg och gudstjänst
- 203 Hur härlig, Gud, din sol uppgår *
- 204 Så skön en väg ej finns på jord
- 205 Hör, Gud ännu sin nåd dig bjuder
- 206 O Gud, det är en hjärtans tröst
- 207 O huru ljuvlig är
- 208 Hur fröjdar sig i templets famn
- 209 Gud är här tillstädes
- 210 Hur ljuvt det är att komma
- 211 Kom, frälsta hjord
- 212 Hit, o Jesu, samloms vi
- 213 O Gud, som hörer allas röst
- 214 O Jesus Krist, dig till oss vänd
- 215 Salig är den stilla stunden
- 216 O gode Ande, led du mig
- 217 Herre, samla oss nu alla
- 218 Tack, o Jesu, för det ord
- 219 Såleds är vår kyrkogång

#### Invigning av kyrka och kyrkogård
- 220 Se, milde Gud, i nåd
- 221 En handsbredd är vår levnads mått

#### Prästämbetet
- 222 O gode Herde, du som gav ditt liv för fåren
- 223 O Herre, vem skall bo
- 224 Av dig förordnad, store Gud *
- 225 O Gud, ditt folk dig beder
- 226 Väktare på Sions murar

#### Konfirmation
- 227 Kom, o Jesu, väck mitt sinne
- 228 Räds ej bekänna Kristi namn
- 229 O Jesu, du som själv har tagit
- 230 Jesu, låt din kärleks låga
- 231 Giv mig den tro som skådar dag

#### Vigsel
- 232 Vi önska nu vår brudgum och brud
- 233 Gud, välsigna dessa hjärtan
- 234 Gud, se i nåd till dessa två
- 235 O Kriste, du föddes av kvinna *

#### Diakoni
- 236 Herrens röst i Sion ljuder
- 237 Din kärlek, Jesu, gräns ej vet
- 238 Kärlek av höjden
- 239 Konung och Präst, träd in i denna skara
- 240 Får ej i vårt hjärta bo
- 241 Tung och kvalfull vilar hela

#### Mission
- 242 Gud, vår Gud, för världen all
- 243 Kom, Helge Ande, du som tände
- 244 Herrens stad har fasta grunder
- 245 Så långt som havets bölja går
- 246 Tillkomme ditt rike
- 247 Upp, var ljus, ty ljuset lyser
- 248 I makt utan like
- 249 Lyssna, Sion! Klagan ljuder
- 250 För hednavärlden vida
- 251 Du för vars allmaktsord
- 252 Låt nya tankar tolka Kristi bud
- 253 Vattuströmmar skola flyta

### Det kristna livet

#### Kallelse och upplysning
- 254 En syndig man
- 255 Till den himmel, som blir allas
- 256 Allt är redo, fallna släkte
- 257 Vak upp! Hör väkten ljuder *
- 258 Gud, min Gud, som dig förbarmar
- 259 Store Gud, som handen räckte *
- 260 Vart flyr jag för Gud och hans eviga lag
- 261 Tiden flyr; när vill du börja
- 262 I dag, om Herrens röst du hör
- 263 Jag arma mänska, vem skall skilja
- 264 Tanke, som fåfängt spanar
- 265 Ingen hinner fram till den eviga ron *
- 266 Två väldiga strida om människans själ
- 267 En dunkel örtagård jag vet *
- 268 I mörker sjönko lyckodrömmens länder *

#### Bättring och omvändelse
- 269 Till dig allena, Jesus Krist
- 270 O Herre Gud, gör nåd med mig
- 271 O Gud, vem skall jag klaga
- 272 O Gud, giv oss din Andes nåd
- 273 O Jesu Krist, du nådens brunn
- 274 Bönhör mig, Gud
- 275 Varthän skall jag dock fly
- 276 Är jag allen en främling här på jorden *
- 277 O du bittra sorgekälla *
- 278 Av djupets nöd, o Gud, till dig
- 279 Till dig av hjärtans grunde
- 280 Hjälp mig, min Gud, ack, fräls min själ
- 281 När jag besinnar, store Gud
- 282 Min högsta skatt, o Jesu kär *
- 283 Min synd, o Gud
- 284 O Jesu Krist, min högsta tröst
- 285 Mitt skuldregister, Gud
- 286 Nämn mig Jesus, han är livet
- 287 Herre, jag vill bida *

#### Tro, förlåtelse, barnaskap
- 288 O Jesu Krist, i dig förvisst
- 289 Säll den vars överträdelse
- 290 Väl mig i evighet
- 291 Jag tackar dig, min högste Gud *
- 292 O Gud, ditt rike ingen ser
- 293 Tvivlan ur min själ försvinne
- 294 Nu skall ej synden mera
- 295 Gud, fullkomlighetens källa
- 296 Jag vill dig prisa, Gud, min styrka
- 297 Av hjärtat haver jag dig kär
- 298 Befall i Herrens händer
- 299 Jag nu den säkra grunden vunnit
- 300 Den rätt på dig, o Jesu, tror
- 301 Jag vet en port, som öppen står *
- 302 Klippa, du som brast för mig *
- 303 Här en källa rinner
- 304 Med Gud och hans vänskap
- 305 Fader, du vars hjärta gömmer *

#### Trons glädje och förtröstan
- 306 Jag lyfter mina händer *
- 307 Herren är min herde god *
- 308 O Gud, det är min glädje
- 309 Säll du som dig åt Gud betror
- 310 Gud är vår starkhet och vårt stöd
- 311 Mitt fasta hopp till Herren står
- 312 Min Gud, på dig förtröstar jag
- 313 Var glad, min själ, och fatta mod
- 314 Ack, min själ, hav gladligt mod
- 315 Från Gud vill jag ej vika *
- 316 Har jag nåd hos Gud i höjden
- 317 Oss kristna bör tro och besinna *
- 318 Du, Herre, i din hägnad tar
- 319 Sörj för mig, o Fader kär
- 320 Glädje utan Gud ej finnes *
- 321 Gud, min Gud, till dig jag ser
- 322 För tidens korta kval och fröjd
- 323 Är Gud i himlen för mig
- 324 Uti din nåd, o Fader blid
- 325 Vad min Gud vill, det alltid sker
- 326 På Gud, och ej på eget råd
- 327 Som dig, Gud, täckes, gör med mig
- 328 Vad Gudi täckes, är mig täckt
- 329 Pris vare Gud! Allena han
- 330 Alla Herrens vägar äro
- 331 Så tag nu mina händer
- 332 O liv, som blev tänt *

#### Bönen
- 333 Att bedja Gud han själv oss bjöd
- 334 Skapare, att nalkas dig
- 335 Fader, jag i detta namn
- 336 O Gud, all sannings källa *
- 337 Mitt hjärta, fröjda dig
- 338 Herre, du som från det höga
- 339 Lyft, min själ, ur jordegruset
- 340 Att bedja är ej endast att begära *

#### Trons vaksamhet och kamp
- 341 På dig jag hoppas, Herre kär
- 342 Jesu, du som själen spisar
- 343 Till dig jag ropar, Herre Krist
- 344 Gå varsamt, min kristen
- 345 Vaka, själ, och bed *
- 346 Upp, kristen, upp till kamp och strid
- 347 Seger giv, du segerrike
- 348 Gud säger, att den salig är
- 349 Ho är den för Herren träder
- 350 O Gud, om allt mig säger
- 351 Ve den som säger: Gud ej är
- 352 Fördolde Gud, som tronar i det höga *
- 353 Kom, vänner, låt oss hasta
- 354 Led, milda ljus
- 355 Blott en dag *
- 356 Mer helighet giv mig
- 357 O giv oss, Herre, av den tro

#### Trons prövning under frestelser och lidanden
- 358 Såsom hjorten träget längtar
- 359 Jag ville lova och prisa
- 360 O Gud, jag nödgas klaga
- 361 Misströsta ej att Gud är god *
- 362 Bort, mitt hjärta, med de tankar
- 363 Jag vet på vem jag tror *
- 364 Ju större kors, ju bättre kristen
- 365 Sorgen och glädjen
- 366 Guds väg i dunkel ofta går *
- 367 I världen är så mörkt och tungt
- 368 Den vedervärdighet som mig elända trycker
- 369 Min själ och sinne, låt Gud råda *
- 370 Gud, låt min bön dig täckas
- 371 Gud ej sitt tryckta barn förgäter
- 372 O säg, min själ, vi du förfäras
- 373 Vad sörjer du så svåra
- 374 Varför sörja, varför klaga
- 375 Förbida Gud, min själ
- 376 Vänta efter Herren
- 377 Närmare, Gud, till dig *
- 378 När ingen dager ögat skådar *
- 379 Ängsliga hjärta
- 380 Nu gläd dig, min Ande, i Herran *
- 381 Herren gav och Herren tog
- 382 Bed för mig, Herre kär
- 383 O Jesu Krist, du är min vän den bäste
- 384 En Fader heter du
- 385 Du all hälsas källa
- 386 Tänk, o Gud, på sjuka alla
- 387 Vi skulle jag ej möta glad min plåga *
- 388 Jesu, tänk på mig
- 389 O Gud, som skiftar allt
- 390 Hälsans gåva, dyra gåva

#### Trons bevisning i levnaden
- 391 Jesus hav i ständigt minne
- 392 Jesu, gör mig så till sinnes
- 393 Bepröva mig, min Gud
- 394 Skapa i mig, Gud, ett hjärta
- 395 Hjälp mig, Jesu, troget vandra
- 396 Jesu, du min fröjd och fromma
- 397 Vad gott kan jag dock göra
- 398 O Gud, o Gud så from
- 399 Kom, min kristen, Gud till ära
- 400 Vad kan dock min själ förnöja
- 401 Anamma from de dyra nådeorden
- 402 Allt mänskosläktet av ett blod
- 403 Stilla jag på dig vill akta
- 404 Vem är bland Jesu rätta vänner
- 405 Vem är den som, trött av striden *
- 406 Ej guld och rikedom jag har
- 407 I mänskors barn, som alla ägen
- 408 Mitt vittne vare Gud
- 409 Se, huru gott och ljuvligt är
- 410 Vak upp, bed Gud om kraft och mod
- 411 Ditt verk är stort, men jag är svag
- 412 Du som åt människan
- 413 Ett vänligt ord kan göra under
- 414 Ord av evighet *
- 415 Är än min röst som änglars tunga
- 416 Verka, tills natten kommer *
- 417 Gud gav i skaparorden
- 418 Kristus, hjälten, han allena

### Tidens skiften

#### Dagens tider

##### Morgon
- 419 Att dig, o Gud, mitt offer bära
- 420 Din klara sol går åter opp *
- 421 Pris vare Gud, som låter
- 422 O Gud, som åter värdes mig
- 423 Morgonrodnan mig skall väcka *
- 424 Den signade dag
- 425 Min Gud och Fader käre
- 426 Ljus av ljus, o morgonstjärna *
- 427 O Gud, dig vare lov och pris
- 428 Varmed skall jag dig lova
- 429 Vak upp, min själ, giv ära
- 430 Vak upp, min själ, och var ej sen *
- 431 Vi tacke dig så hjärtelig
- 432 I öster stiger solen opp *

##### Afton
- 433 När allt omkring mig vilar *
- 434 Så går en dag än från vår tid
- 435 I min stilla hyddas sköte
- 436 Din sol går bort
- 437 Jag i tysta skuggors timmar *
- 438 Den ljusa dag framgången är
- 439 Nu är en dag framliden
- 440 Nu haver denna dag *
- 441 Nu denna dag förliden är
- 442 Nu vilar hela jorden *
- 443 Var nu redo, själ och tunga
- 444 O Gud, som allt med vishet styr
- 445 O Kriste, du som ljuset är
- 446 Nu dagens sol i glans och prakt
- 447 Bliv kvar hos mig *
- 448 Till natt det åter lider
- 449 Den dag du gav oss, Gud, är gången
- 450 Somnar jag in med blicken fäst *
- 451 Bred dina vida vingar

##### Vid aftonklämtningen
- 452 Min vilotimma ljuder

##### Vid helgsmålsringningen
- 453 Det ringer till vila och veckan går ut *

##### På söndagens afton
- 454 Nu vilans dag förflutit

##### Morgon och afton
- 455 Lov, pris och ära vare dig
- 456 När jag om morgonen uppstår
- 457 Jag lever och upphöjer
- 458 Som sådden förnimmer Guds välbehag
- 459 Ett, Jesu, än påminner jag
- 460 Jag kan icke räkna dem alla *

#### Årsskifte
- 461 Giv, o Jesu, fröjd och lycka
- 462 Än ett år uti sitt sköte *
- 463 Snabbt som blixten de försvinna
- 464 Din godhet rätt att lova
- 465 Det gamla år framgånget är
- 466 Vår tid är ganska flyktig här
- 467 Ack, jordens barn, vår tid är kort
- 468 Så lyktar än ett år sitt lopp
- 469 Nu kommer kväll med vilans bud *
- 470 O Gud, vår hjälp i gångna år

#### Årstiderna

##### Våren
- 471 Den blida vår är inne
- 472 Likt vårdagssol i morgonglöd

##### Sommaren
- 473 Naturen åter träder *
- 474 Den blomstertid nu kommer *
- 475 I denna ljuva sommartid *
- 476 En vänlig grönskas rika dräkt *

##### Hösten
- 477 Med hastat lopp och dunkelt sken *
- 478 Fram skrider året i sin gång *
- 479 Av förgängelsen är färgad

##### Vintern
- 480 Hur härligt vittna land och sjö *

### Det kristna samhället

#### Hemmet
- 481 Jag och mitt hus för dig, o Gud
- 482 Välsignat är det hem förvisst
- 483 Jag vet en hälsning mera kär

##### Måltidspsalm
- 484 I Jesu namn till bords vi gå

#### Skolan
- 485 Sanningens Ande, som av höjden talar
- 486 O Herre, du som säger
- 487 Från dig, all nåds och visdoms Gud

#### Fosterlandet
- 488 Om nåd och rätt jag tänker sjunga
- 489 Vår konung och vårt fosterland
- 490 Välsigna, gode Gud, vår konung och vårt land
- 491 Oss himmelens Gud vill vara när
- 492 Bevara, Gud, vårt fosterland *
- 493 O store Allmakts-Gud

#### Jordens fruktbarhet
- 494 Giv oss, o Gud, ett dagligt bröd
- 495 I nåd du, Herre, på oss tänkt
- 496 Hur ljuv, o Gud, hur säll den lott
- 497 Gud över oss förbarmar sig
- 498 Kommen för Herren

#### Arbetet
- 499 Giv, Gud, att ren och samvetsgrann
- 500 Förgäves all den omsorg är
- 501 Du gav mig, o Herre, en teg av din jord
- 502 Sänd av himlens sol en strimma

##### Vid resa
- 503 I Herrens namn far jag åstad

##### Sjöfolk
- 504 Upptag, Herre, våra böner
- 505 När stormen ryter vilt på hav

#### Ofärdstider
- 506 Fridens Gud, oss frid förläna
- 507 O du som har ett hult försvar
- 508 Förfäras ej, du lilla hop *
- 509 Dig, Herre Gud, är ingen lik
- 510 Kom, Helige Ande, från höjden, kom ned
- 511 Ära ske Herren

### Unga och gamla

#### Barn
- 512 Gud som haver barnen kär
- 513 Tryggare kan ingen vara *
- 514 Ett litet fattigt barn jag är
- 515 Jag lyfter ögat mot himmelen
- 516 När Jesusbarnet låg en gång
- 517 Gläns över sjö och strand *
- 518 Härlig är Guds himmel blå *
- 519 Jesus för världen
- 520 Jesu kär, var mig när
- 521 Morgon mellan fjällen
- 522 Gode Fader, i din vård

#### Ungdom
- 523 Med tacksam röst och tacksam själ
- 524 I blomman av min ungdoms dagar
- 525 Gud, i mina unga dagar
- 526 Du som har kommit till vår jord
- 527 O du som ser, o du som vet *
- 528 Lev för Jesus
- 529 Pärlor sköna
- 530 Du unga vakt, stig upp med fröjd
- 531 Med Jesus fram i de bästa åren
- 532 Mästare, alla söka dig *
- 533 Min Gud är en väldig hjälte
- 534 När stormens lurar skalla *
- 535 Du, o Gud, är livets källa

#### Ålderdom
- 536 Mig dagen flyr
- 537 Jag haver en gång varit ung
- 538 Skymningstimmen sakta nalkas *

### De yttersta tingen

#### Livets förgänglighet och evighetens allvar
- 539 Oändlige, o du vars hand
- 540 Gud, lär mig dock besinna
- 541 Snart döden skall det öga sluta *
- 542 Ack, att i synd vi slumra bort
- 543 Mina levnadstimmar stupa *
- 544 I levernets bekymmer sänkt
- 545 Allt vad vi på jorden äga
- 546 En jämmerlig och usel ting *
- 547 Herre Gud, för dig jag klagar *
- 548 Kom, jordens barn, eho du är

#### Det kristna hoppet inför döden
- 549 Jag går mot döden, var jag går
- 550 Du snöda värld, farväl
- 551 När jag uti min enslighet *
- 552 O hoppets dag, som klarnar opp *
- 553 O Jesu Krist, sann Gud och man
- 554 Ack, Jesu Krist, mig nåd bete
- 555 O Jesu, när jag hädan skall *
- 556 Kom, o Jesu, huru länge
- 557 Nu vill jag bryta upp *
- 558 Älskar barnet modersfamnen
- 559 I världen är jag blott en gäst *
- 560 Jag längtar av allt hjärta
- 561 Så får jag nu med frid och fröjd
- 562 Min jämmer nu en ände har
- 563 I Kristi sår jag somnar in
- 564 Var är den Vän *
- 565 En fridens ängel ropar *
- 566 Herre, när skall jag dig skåda *
- 567 Snart ligger bojan krossad *
- 568 Så vandra vi all världens väg
- 569 Kommen till en Fader åter
- 570 Våra stunder ila
- 571 Nu tystne de klagande ljuden
- 572 Lär mig, du skog, att vissna glad
- 573 Att säga världen helt farväl
- 574 Jag vet mig en sömn i Jesu namn
- 575 En dalande dag
- 576 Det finns ett land, där helgons här *
- 577 Saliga de som ifrån världens öden
- 578 Hemlandstoner mäktigt ljuda *
- 579 Jag är en gäst och främling
- 580 Skiljas vi må från vänner och fränder

##### Vid ett barns död
- 581 Så snart for då min fröjd sin kos
- 582 Säll du som menlös fann din grav

##### Vid en ung människas jordfästning
- 583 Stanna, ungdom, och hör till
- 584 Snart bröt du upp, snart drog du bort

##### Vid en trogen Herrens tjänares jordfästning
- 585 Så vila i välsignelse

#### Uppståndelsen, domen och det eviga livet
- 586 Så skön går morgonstjärnan fram *
- 587 Vaken upp! en stämma bjuder
- 588 O mänska, till en Fader kom
- 589 En dag skall uppgå för vår syn
- 590 En gång dö och sedan domen
- 591 En herrdag i höjden
- 592 Med lust och glädje tänker
- 593 Ack saliga dag som i hoppet vi bida
- 594 Tänk, när en gång det töcken har försvunnit *
- 595 I djupet av mitt hjärta
- 596 Jerusalem, du högtbelägna stad
- 597 Nu upp och redo varen
- 598 Eja, mitt hjärta, hur innerlig
- 599 I hoppet sig min frälsta själ förnöjer

### Slutpsalm
- 600 Du som fromma hjärtan vårdar *

### Hymner och sånger för särskilda gudstjänster
- 601 Vi prisa dig, vi tillbedja dig
- 602 Vi love dig, vi välsigne dig
- 603 O Gud, vi lova dig, o Herre vi bekänna dig
- 604 O Gud, vi lova dig, o Gud, vi tacka dig
- 605 Esaias såg den Allraheligste
- 606 In dulci jubilo
- 607 Allt fullkomnat är, o Jesu
- 608 Förlän oss, Gud, din helga frid
- 609 Vredens stora dag är nära
- 610 Min själ prisar storligen Herren
- 611 Lovad vare Herren, Israels Gud
- 612 Herre, nu låter du din tjänare fara hädan

### Psalmer att läsas vid enskild andakt
- I O Gud, som mina steg ledsagar
- II Gud, min Gud, som ville än
- III Sov gott, mitt barn, sov gott i Gud
- IV Ring in gudstjänsttid
- V Ensam lämnad här i världen
- VI Ack, re'n i unga åren
- VII Du som för mig så innerlig
- VIII Dessa kära, vilka vila ut
- IX Ack, döden haver hädanryckt
- X Nu är du förd, du lilla
- XI Jag får ej se Guds dag
- XII Tung är den lott du täcktes mig beskära
- XIII Jag vill icke grubbla och sörja
- XIV Här ensam på mitt plågoläger
- XV Till dig, o milde Jesu Krist
- XVI Gode Gud, som lät mig hinna
- XVII Mitt liv rinner bort som var fattig dag
- XVIII Snabbt jagar stormen våra år